# شیعه عراقی
شیعه عراقی اصطلاحی مختص به دوره عثمان و علی است. این اصطلاح برای کسانی است که علی‌رغم داشتن گرایش‌های شیعی و نقل فضائل اهل بیت و دشمنی با امویان و بعدها عباسیان، در قالب هیچ یک از فرقه‌های شیعی اعم از زیدی، امامی و اسماعیلی نمی‌گنجد.